# Eupithecia latifurcata
Eupithecia latifurcata är en fjärilsart som beskrevs av Walker 1863. Eupithecia latifurcata ingår i släktet Eupithecia och familjen mätare. Inga underarter finns listade i Catalogue of Life.